# Chiến sĩ quả cảm
Chiến sĩ quả cảm là một chương trình truyền hình trải nghiệm thực tế nhập vai hành động Việt Nam dưới sự chỉ đạo của Bộ Công an Việt Nam, do Cục Công tác Đảng và công tác chính trị phối hợp cùng Công ty Cổ phần Truyền thông Zeit Media thực hiện, được phát sóng trên kênh VTV3 từ ngày 27 tháng 7 năm 2025 và ANTV từ ngày 3 tháng 8 năm 2025. Các thành viên hiện tại là Lê Dương Bảo Lâm, Kiều Minh Tuấn, Ngô Kiến Huy, MONO, Thành Trung, Binz, Neko Lê, Song Luân, Liên Bỉnh Phát, Phan Mạnh Quỳnh, Quốc Thiên, Tiến Luật, Long Hạt Nhài và Hưng Nguyễn.
Đây là chương trình truyền hình thực tế Việt Nam đầu tiên về lực lượng Công an Nhân dân.

## Định dạng
Các nghệ sĩ sẽ tham gia với vai trò nhập vai một chiến sĩ Công an nhân dân và trực tiếp trải nghiệm công việc thực tế của các đơn vị như Cảnh sát cơ động và lực lượng Phòng cháy, chữa cháy và cứu nạn, cứu hộ. Người tham gia cũng sẽ trải qua các nội dung huấn luyện thể lực cường độ cao, học cách sử dụng trang thiết bị và khí tài chuyên dụng, đồng thời tham gia vào những tình huống mô phỏng lại những nhiệm vụ nghiệp vụ như giải cứu con tin, truy bắt đối tượng nguy hiểm hoặc xử lý tình huống khẩn cấp.

## Sản xuất

### Lịch sử
Vào ngày 1 tháng 6 năm 2025, fanpage chính thức của Bộ Công an đã chính thức công bố về một chương trình truyền hình thực tế mới do chính cơ quan chỉ đạo mang tên Chiến sĩ quả cảm. Theo thông tin từ các đơn vị sản xuất lẫn cơ quan, đây là chương trình thực tế đầu tiên tại Việt Nam khai thác đề tài về lực lượng Công an Nhân dân. Ngay sau đó, từ ngày 3 đến ngày 5 tháng 6 cùng năm, chương trình đã tổ chức minigame đoán dàn cast thông qua các biểu tượng cảm xúc và từ khóa liên quan đến các nghệ sĩ nam trên fanpage chính thức của chương trình, ngay lập tức tạo nên sự tò mò và thu hút sự tương tác từ khán giả. Đến ngày 6 tháng 6, danh sách 12 thành viên tham gia đã được công bố, bao gồm: Lê Dương Bảo Lâm, Kiều Minh Tuấn, Ngô Kiến Huy, MONO, Thành Trung, Neko Lê, Song Luân, Liên Bỉnh Phát, Phan Mạnh Quỳnh, Quốc Thiên, Tiến Luật và Long Hạt Nhài.

### Ghi hình
Tổng đạo diễn Mai Thắm cho biết chương trình là sản phẩm hoàn toàn do người Việt Nam sáng tạo, hướng đến lan tỏa tinh thần phục vụ Tổ quốc và cộng đồng, đặc biệt là giới trẻ. Với mục tiêu hướng tới kỷ niệm 80 năm Ngày truyền thống Công an Nhân dân và kỷ niệm 20 năm Ngày hội Toàn dân bảo vệ an ninh Tổ quốc, chương trình đã được ghi hình tại nhiều địa điểm đa dạng, nhằm mô phỏng sát môi trường tác chiến của lực lượng Công an Nhân dân, trong đó các địa điểm như nhà kho, khu dân cư, bìa rừng, núi đá, sông ngòi… cũng được sử dụng để tạo nên thử thách chân thực và khắc nghiệt. Hơn 70 camera đã được ê-kíp đầu tư để ghi hình liên tục 24/24, bao quát toàn bộ hành trình và đời sống sinh hoạt của các thành viên tham gia.
Chương trình có tổng lực hơn 500 người, bao gồm ê-kíp đội ngũ, các nghệ sĩ và hơn 200 chiến sĩ thuộc lực lượng Công an Nhân dân, chương trình chú trọng đề cao tính chân thật nên tất cả các tình huống giả định trong chương trình đều dựa trên các vụ việc, chuyên án có thật do Bộ Công an cung cấp, và đồng thời, chương trình 100% không có kịch bản định sẵn nên mọi hành động và phản ứng của nghệ sĩ đều là tự nhiên, phát sinh trong quá trình trải nghiệm. Các thử thách được thiết kế như một chiến dịch thực thụ, bao gồm các bước như: tìm phương án, triển khai lực lượng, ứng phó khẩn cấp đến sơ tán dân thường và xử lý sự cố. Tất cả đều nhằm tái hiện sinh động môi trường chiến đấu thực tế, đòi hỏi toàn bộ ê-kíp và người tham gia phải luôn duy trì cường độ làm việc cao và tinh thần tập trung tuyệt đối.

## Phát sóng
Chiến sĩ quả cảm lên sóng tập đầu tiên vào ngày 27 tháng 7 năm 2024, nhân kỷ niệm Ngày thương binh liệt sĩ. Chương trình được phát sóng vào lúc 20:00 chủ nhật hàng tuần trên kênh VTV3, hệ thống FPT Play và ứng dụng VieON. Các tập phát sóng cũng được công bố trên kênh YouTube chính thức của chương trình, kênh YouTube MZ Channel và các nền tảng mạng xã hội liên kết, vào lúc 20:30 cùng ngày.

## Thành viên
Sau đây là các thành viên chính của chương trình.
| STT | Thành viên       | Tên thật            | Ngày sinh  | Nghề nghiệp          |
| --- | ---------------- | ------------------- | ---------- | -------------------- |
| 1   | Tiến Luật        | Nguyễn Tiến Luật    | 10/10/1982 | Diễn viên, MC        |
| 2   | Thành Trung      | Võ Thành Trung      | 27/01/1983 | MC, Diễn viên        |
| 3   | Kiều Minh Tuấn   | Kiều Minh Tuấn      | 26/02/1988 | Diễn viên            |
| 4   | Quốc Thiên       | Trần Quốc Thiên     | 09/04/1988 | Ca sĩ                |
| 5   | Binz             | Lê Nguyễn Trung Đan | 24/05/1988 | Rapper, Ca sĩ        |
| 6   | Ngô Kiến Huy     | Lê Thành Dương      | 29/06/1988 | Ca sĩ, Diễn viên, MC |
| 7   | Lê Dương Bảo Lâm | Lê Dương Bảo Lâm    | 11/07/1989 | Diễn viên hài, MC    |
| 8   | Phan Mạnh Quỳnh  | Phan Mạnh Quỳnh     | 10/01/1990 | Ca sĩ, Nhạc sĩ       |
| 9   | Neko Lê          | Lê Trường Sơn       | 23/02/1990 | Streamer, Rapper     |
| 10  | Liên Bỉnh Phát   | Liên Bỉnh Phát      | 25/11/1990 | Diễn viên            |
| 11  | Song Luân        | Nguyễn Trường Sinh  | 17/09/1991 | Diễn viên, Ca sĩ     |
| 12  | Long Hạt Nhài    | Nguyễn Hải Long     | 30/12/1992 | TikToker             |
| 13  | Hưng Nguyễn      | Nguyễn Hữu Hưng     | 08/06/1998 | Vũ công, Người mẫu   |
| 14  | MONO             | Nguyễn Việt Hoàng   | 21/01/2000 | Ca sĩ, Nhạc sĩ       |

## Tổng quan các mùa
| Mùa | Mùa | Tập | Phát sóng gốc       | Phát sóng gốc      |
| Mùa | Mùa | Tập | Phát sóng lần đầu   | Phát sóng lần cuối |
| --- | --- | --- | ------------------- | ------------------ |
|     | 1   |     | 27 tháng 7 năm 2025 |                    |